# Janapria District
Janapria District (indonesiska: Kecamatan Janapria) är ett distrikt i Indonesien.   Det ligger i provinsen Nusa Tenggara Barat, i den sydvästra delen av landet, 1 100 km öster om huvudstaden Jakarta. Janapria District ligger på ön Lombok Island.